# メソ数値予報モデル
メソ数値予報モデル（メソすうちよほうモデル、英語: MesoScale Model、略称: MSM）とは、気象庁が集中豪雨をはじめとした防災気象情報を作成する資料として導入している気象モデル。第7世代数値解析予報システムから本運用が開始された。

## 歴史
- 1998年3月に試験運用を開始。
- 2001年3月に本運用を開始。水平解像度10km、1日4回、18時間先までの予報を行う。

これに伴い、メソ数値予報モデルを降水短時間予報に入力し、予報期間が3時間から6時間に延長される。
- 2002年3月に4次元変分法を導入。
- 2004年9月に非静力学モデルを導入。
- 2006年3月に第8世代数値解析予報システムを導入し、予報モデルが更新される。

水平解像度が10kmから5kmに高解像度化した。また、予報時間が18時間から15時間と短くなる一方で、予報回数が1日4回から1日8回に倍増した。
これによって新しい観測を取り込んだ予報を頻繁に行うようになった。
- 2007年5月16日より1日8回の予報のうち4回の予報期間を33時間に延長する。

## 概要
2007年5月現在
- 予報領域　日本周辺
- 水平解像度　5km
- 鉛直解像度　50層
- 水平格子点数　約40万
- 予報期間　15時間(03時,09時,15時,21時JST)

33時間(00時,06時,12時,18時JST)
- 予報回数　1日8回

解析から予報の出力までは約2時間である。

## 今後の予定
なお、第9世代数値解析予報システムに向けて、メソアンサンブル予報及び水平解像度2km程度の高解像度局地モデルが開発されている。